# Ragnar Hovland
Ragnar Hovland (født 15. april 1952 i Bergen) er en norsk forfatter, dramatiker og oversætter, som skriver på nynorsk.
Ragnar Hovland er uddannet cand.philol. i engelsk, fransk og litteratur fra Universitetet i Bergen. Han debuterede som forfatter i 1979 med romanen Alltid fleire dagar. Hovland skriver for børn, unge og voksne. Han har modtaget en række priser for sit forfatterskab.